# أم خالد (قرية)
أم خالد هي قرية من قرى فلسطين التي احتلت عام 1948 وتتبع قضاء طولكرم. تبعد 14 كيلومترًا عن مدينة طولكرم في الضفة الغربية وباتت اليوم أطلالًا بعد أن امتدت فوقها أراضي مستعمرة نتانيا.

## التّعداد السّكّانيّ للقرية
بلغ عدد السكان عام 1948 هو 1130 نسمة. تمّ احتلال القرية بتاريخ 01/04/1948. أقيم على أراضيها قبل 1948 مدينة نتانيا. مستوطنات أقيمت على مسطّح البلدة بعد 1948 قسم آخر الآخر من مدينة نتانيا؛ مثل: أحياء في بيت إسحاق-شاعر حيفر.

## معيشة سكّان القرية
كان مُسطّح القرية على شكل مستطيل يمتد من الشمال إلى الجنوب وكانت منازلها مبنية بالحجارة والطين ومتجمهرة بعضها قرب بعض تفصل أزقة ضيقة بينها. وقد تميزت بتربتها الخصبة ووفرة مياهها الجوفية. وكان يتوسط القرية مسجد ومدرسة ابتدائية للبنين وأربع محلات سمانة والأقمشة. وكان سكانها في معظمهم من المسلمين وقد أتى كثيرون منهم من قرى القضاء الأخرى طلبا للعمل في الزراعة التي كانت عماد اقتصاد القرية والتي كانت تقوم على البطيخ والحمضيات والخضروات والحبوب. في 1944\1945 كان ما مجموعه 47 دونما مخصصا للحمضيات والموز و1830 دونما مزروعا حبوبا وكان سكان القرية يعنون أيضا بتربية المواشي ويصنعون الألبان والأجبان واشتملت الآثار التي اكتشفت حول القرية على بقايا أبراج وحصون وآبار وصهاريج وخزانات وخزفيات.

## موقع القرية
كانت القرية تنهض على تل من الحجر الرملي يبعد اقل من كيلومترين عن شاطئ البحر الأبيض المتوسط وكان طريق طولكرم - نتانيا العام يمر إلى الجنوب منها، وطريق حيفا – يافا إلى الشرق منها، ويتقاطعان في منتصف الطريق إلى طولكرم.
نشأت القرية فوق بقعة مرتفعة نسبياً من السهل الساحلي الفلسطيني ترتفع 25م فوق سطح البحر، وهذا ليتحاشى سكّانها أخطار الفيضانات في المنطقة من جهة، ولتستفيد من عامل الحماية من جهة ثانية.
حدها من الشمال وادي الحوارث، ومن الشرق خربة بيت ليد، كما احاطها مستوطنات كفار حاييم، وبيت يتسحاك، ومستوطنة نتانيا وكانت هناك مصادمات مستمرة بين اهالي أُم خالد والمستوطنين.

## مساحة القرية
تبلغ مساحة الأراضي التابعة للقرية 2.894 دونماً منها 89 دونماً للطرق والأودية. وتتميز هذه الأراضي بخصبها ورطوبتها وتوافر المياه الجوفية فيها، وتمتد هذه الخزانات الجوفية على بعمق 40م تحت سطح البحر.

## سبب التّسمية
تعود تسمية القرية إلى امرأة صالحة عاشت ودفنت فيها.

## أهمّيتها التّاريخيّة
وقد اشتملت هذه البقعة على آثار كثيرة تعود إلى العصور التاريخية القديمة (رَ: العصور القديمة). وتضم هذه الآثار بقايا أبراج وقلاع وآبار وخزانات وصهاريج للمياه وأدوات صوانية (رَ: الحزب والأماكن الأثرية). تشير الآثار الّتي في المنطقة كالأدوات الصوانية التي وجدت في أنحاء الموقع إلى أن المنطقة على أنّها لربما كانت آهلة منذ العصور الحجرية. وكان موقع القرية يشتمل على حصن روجر اللومباردي الذي بناه الصليبيون.
وقد محيت قرية أم خالد محوًا من قبل جنود نابليون في أثناء عودتهم سنة 1799 إلى مصر بعد أن اخفقوا في احتلال عكا في شمال فلسطين. في القرن التاسع عشر كانت أم خالد منزلة بين الطنطورة (قضاء حيفا) ورأس العين شمال شرق يافا أحد مصادر مياه نهر العوجا، وكان المسؤولون العثمانيون ينزلون فيها ويتسقبلون الأعيان. في سنة 1856 وصفت ماري روجرز أم خالد بأنها قرية  مزدهرة وأشارت إلى بساتين الشمام الكثيرة غربي القرية.

## احتلال القرية
وفقًا إلى التقارير الّتي عرضتها الاستخبارات العسكرية الإسرائيلية فانّ قرية أم خالد تمّ إخلاؤها بتاريخ 20 آذار مارس 1948 جراء شعور عام بالخوف ويذكر المؤرخ الإسرائيلي بني موريس إن جملة من القوى العربية في المنطقة واجهت المصير نفسه بعد أن تزايدت الهجمات الأولى من الحرب وقد كانت هذه المنطقة الساحلية تغص بالمستعمرات اليهودية وكانت القيادة الصهيونية تعتبرها بمثابة القلب من الدولة اليهودية المستقبلية لذلك كان من المرغوب فيه - بحسب رأي تلك القيادة - أن يحمّل السكان العرب على الرحيل قبل 15 أيار \ مايو.

## القرية اليوم
تقع على أراضي القرية اليوم جزء من مدينة نتانيا. وقد بقيت بعض المنازل السّكنيّة أو للأغراض تجارية كمستودعات لشركات إسرائيلية أما الأراضي المجاورة فقد غرست شجر حمضيات.
ابتلعت ضواحي مدينة نتانيا التي أسست في سنة 1929 معظم أراضي القرية وقد دمجت مستعمرتا غان حيفر التي أسست في سنه 1953، ونيرا التي اسست في سنة 1941، لتشكلا في سنة 1953 مستعمرة واحدة كبرى هي شاعر حيفر وتغطي هذه المستعمرة جزءا من أراضي القرية.

## البلدات المجاورة لها
يحدّ القرية من الشمال وادي الحوارث ومستوطنة كفار حاييم، ومن الشرق مستوطنة بيت يتسحاك وخربة بيت ليد، ومن الجنوب والغرب أراضي مستوطنة نتانيا.